# Javier Solana
Javier Solana de Madariaga (Madrid, 1942. július 14.–) spanyol politikus. 1995 és 1999 között a NATO főtitkára.

## Származása
Apja kémiatanár volt, édesanyja Hayat Nieves de Madariaga Mathews, író. Körülbelül húsz évig dolgozott az ENSZ Élelmezési és Mezőgazdasági Szervezeténél (FAO). 1996-ban egy könyvet írt Sir Francis Bacon életéről. Nagybátyja Salvador de Madariaga spanyol író és diplomata, anyai nagyanyja, Constance Archibald de Madariaga gazdasági történész volt. Javier Solana idősebb testvére, Luis de Solana Madariaga, egy spanyol telefontársaság nyugalmazott vezérigazgatója.

## Élete
1959-től 1965-ig elvégezte fizika szakon a madridi Complutense Egyetemet. 1963-ban Hollandiába ment, majd tanulmányai befejezése után a Nagy-Britanniába. Hosszú ideig élt Fulbright ösztöndíjasként az USA-ban. 1968-ban doktorált University of Virginia, ahol a későbbiekben kutatott és tanított. 1971-ben visszatért Spanyolországba.
Solana házastársa Concepcion Giménez, egy francia tábornok lánya. Két felnőtt gyermekük van, fiuk Diego és leányuk Vega.

## Politikai pályafutása
1977 és 1995 között a Spanyol Szocialista Párt színeiben vett részt a parlament munkájában.
1982-ben kormányában kulturális miniszter, 1988-ban a tudományos és kulturális miniszter, 1992-ben külügyminiszter.

## A NATO főtitkára 1995–1999
Solana NATO-főtitkársága idején alakult meg a NATO vezetésű IFOR, amely Boszniában teljesített szolgálatot. Az volt a feladatuk, hogy az ENSZ égisze alatt felügyeljék a daytoni békemegállapodás katonai részét.
Egy évvel később, 1996 decemberében az IFOR Boszniában átalakult stabilitási erővé (SFOR). Solana többször is ellátogatott Szarajevóba és Bosznia más részeibe ezekben az években.
Solana írta alá 1997 májusában Párizsban azt az Oroszországgal való megállapodást, amely új alapokra helyezte a NATO és Oroszország kapcsolatát.
Szintén ő írta alá az Ukrajna-NATO Kartát 1997 júliusában.
Ő elnökölt a madridi csúcstalálkozón 1997 júliusában, amikor a NATO meghívta Csehországot, Magyarországot és Lengyelországot. Ekkor kezdődtek a tárgyalások a csatlakozásáról.
Szintén ő elnökölt a washingtoni csúcstalálkozón 1999. április 24–25-én, amikor a NATO jövő évszázadban betöltött szerepéről folyt a megbeszélés.
Solana a koszovói háború idején is aktív szerepet vállalt. Mindvégig azt hangoztatta: egy független Koszovó politikailag széttörné a Balkánt.

## Az EU-ban
Javier Solana NATO-megbízatása 1999 októberében ért véget. Ezt követően az Európai Unió Tanácsának főtitkára, egyúttal az Unió közös kül- és biztonságpolitikájának főképviselői tisztét töltötte be két ötéves cikluson keresztül, 2009-ig.